# Ciampate del Diavolo
Ciampate del Diavolo è un sito archeologico dove si conservano impronte umane fossili che si trova in località Foresta nel territorio comunale di Tora e Piccilli, nelle vicinanze del vulcano Roccamonfina, un vulcano spento ubicato in provincia di Caserta. Il sito delle Ciampate del Diavolo si trova all'interno del Parco regionale di Roccamonfina-Foce Garigliano.

## Descrizione
La tradizione popolare del luogo ha dato questo nome (che in dialetto significa "impronte del Diavolo") a tali orme perché solamente un demone avrebbe potuto camminare sulla lava ancora calda. Il nome, probabilmente, rappresentava anche un invito a tenersi a distanza da un luogo così irto e pericoloso il quale poteva attrarre persone incuriosite.
Nessuno si è mai posto il problema della vera origine di quelle impronte, finché nel marzo 2003 un docente di stratigrafia dell'Università di Padova, Paolo Mietto, si è recato di persona sul posto per controllare: l'analisi ha rivelato che le impronte appartengono all'Homo heidelbergensis, ominide che viveva nella zona circa 350 000 anni fa.
In base a tale datazione, erano considerate le impronte più antiche mai ritrovate di un ominide al di fuori dell'Africa, fino alla scoperta delle impronte di Happisburgh, in Inghilterra, nel 2013.
Secondo la ricostruzione di Mietto, le impronte appartengono ad un gruppo di tre individui che, fra i 385 000 e i 325 000 anni fa, è sceso lungo il fianco della montagna, formato da fanghiglia calda. Nei punti in cui si scivolava, gli ominidi si sono aiutati con gli arti superiori, lasciando infatti anche alcune impronte delle mani. Probabilmente un vento secco ha asciugato velocemente il terreno, così da conservare nel tempo le impronte.
Le 56 impronte, che misurano in media circa 10 cm per 20 (il che all'incirca corrisponde all'odierna misura 36), lasciano presumere un'altezza di circa 160 cm (statisticamente l'altezza più probabile associata a quella taglia del piede).

## Le piste
Le orme si dispongono in totale su tre piste:
- pista A: lunga 13,40 m: 27 impronte a zig-zag
- pista B: lunga 8,60 m: 19 impronte rettilinee
- pista C: lunga 9,98 m: 10 impronte